# آدری مدوز
آدری مدوز (انگلیسی: Audrey Meadows؛ ۸ فوریهٔ ۱۹۲۲ – ۳ فوریهٔ ۱۹۹۶ (۷۳ سال)) هنرپیشه اهل ایالات متحده آمریکا بود.